# فيكتور أوزوالدو فوينتيس سوليس
فيكتور أوزوالدو فوينتيس سوليس (بالإسبانية: Víctor Oswaldo Fuentes Solís)‏ هو سياسي مكسيكي، ولد في 27 مايو 1975 في مونتيري في المكسيك. حزبياً، نشط في حزب العمل الوطني. وقد انتخب عضو مجلس النواب المكسيك.